# Jean Valmence
 (septembre 2024).
Jean, Paul, Roger DUVAL est né à Paris 8, le 24 mai 1924.
Il a choisi comme nom de scène VALMENCE, mélange des patronymes de ses deux parents, DUVAL et SEMENCE.
"J'étais destiné au commerce par des parents décidés. Après de brillantes fins d'études chez Pigier, étant, malgré le dévouement de mes maitres, incapable de vendre un œuf, brouillé avec les langues étrangères, j'ai préféré utiliser la mienne. J'ai eu la chance de faire connaissance de Ducreux et Roussin, j'ai joué : "La grande fille toute simple", puis j'ai suivi Claude Dauphin dans "Le bal des pompiers". Là, j'ai rencontré Jean Patrick et nus avons monté un numéro humoristique qui commençait par ces mots que tous les comédiens connaissent bien : "laissez votre adresse, on vous écrira". (programme théâtre Gramont, saison d'été 1951)
Il a été le compagnon de la comédienne Odette Laure.

## Filmographie
- 1948 : Les Condamnés de Georges Lacombe, avec Pierre Fresnay, Yvonne Printemps, Roger Pigaut...
- 1948 : Le Bal des pompiers d'André Berthomieu. Dialogues de Jean Nohain, auteur de l'œuvre originale.
- 1949 : Hôtel des artistes : Nocturne. Court-métrage de Jean Perdrix. A l'hôtel des Artistes, des interprètes essaient de dissuader en chanson un huissier qui tente de saisir les meubles.
- 1949 : Rendez-vous de juillet de Jacques Becker. Prix Méliès 1950
- 1951 : Le Voyage en Amérique d'Henri Lavorel, avec Yvonne Printemps, Pierre Fresnay.
- 1951 : Nez de cuir d'Yves Allégret, avec Jean Marais, Françoise Christophe.
- 1952 : L'Amour toujours l'amour de Maurice de Canonge : Franck.
- 1952 : Rue de l'Estrapade de Jacques Becker : Roland
- 1952 : La Loterie du bonheur de Jean Gehret.
- 1956 : Mitsou ou comment l'esprit vient aux femmes de Jacqueline Audry, d'après le roman de Colette, avec Danièle Delorme, Fernand Gravey, François Guérin, Claude Rich... Odette laure "Petite chose", la pétulante chanteuse du spectacle patriotique commandité par Durot-Lelong, la covedette et amie de Mitsou. Elle chante d'ailleurs "En veux-tu, en voilà".
- 1957 : C'est arrivé à 36 chandelles d'Henri Diamant-Berger. Scénario de Jean et Dominique Nohain, Andrée Leclerc. Refusant l'union de sa fille Brigitte avec un modeste travailleur, Mme Magnin invente un adultère à l'amoureux, puis présente Brigitte à un bon parti dans la célèbre émission de divertissement de la RTF, 36 Chandelles. L'émission scellera finalement la réunion des deux jeunes amants séparés. l'argument est donc prétexte à un défilé de vedettes du music-hall de l'époque : Charles Trénet, Charles Aznavour, Georges Guétary, Juliette Greco, Roger Pierre et Jean-Marc Thibault. Jean joue son propre rôle.
- 1957 : Cargaison blanche de Georges Lacombe, avec Françoise Arnoul, Renée Faure, Jean-Claude Michel.
- 1959 : Un témoin dans la ville d'Édouard Molinaro, scénario de Boileau-Narcejac et Gérard Oury, avec Lino Ventura.
- 1964 : Laissez tirer les tireurs de Guy Lefranc, avec Eddie Constantine, Daphné Dayle, Maria-Grazia Spina.
- 1963 : Commandant X - épisode : Le Dossier Boite aux lettres de Jean-Paul Carrère
- 1964 : Les Gorilles de Jean Girault, avec Darry Cowl, Maria Pacôme, Francis Blanche, Michel Galabru, Jean Carmet...
- 1966 : Monsieur le président-directeur général de Jean Girault, avec Claude Rich, Jacqueline Maillan, Pierre Mondy, Michel Galabru...
- 1968 : Sous le signe du taureau de Gilles Grangier, avec Jean Gabin, Suzanne Flon. Il s'agit de la 12e et dernière collaboration entre jean Gabin et Gilles Grangier. À l'époque de sa sortie en salles, le film connait un échec commercial et totalisant 641 890 entrées. Il s'agit de l'un des plus gros échecs commerciaux dans la carrière de Jean Gabin.
- 1969 : La Maison de campagne  de Jean Girault, avec Danielle Darrieux et Jean Richard. Il joue le mari de Véronique, interprété par Maria Pacôme.
- 1970 : Le Gendarme en balade de Jean Girault. Il joue le rôle du conducteur accidenté de l'Alfa Romeo Giulia GT coupé Bertone rouge.
- 1971 : Jo de Jean Girault avec Luis de Funès. Il joue le rôle du représentant de commerce.
- 1972 : Les Charlots font l'Espagne de Jean Girault.
- 1973 : Le Permis de conduire de Jean Girault. Il joue le rôle du bras-droit du PDG de a banque.
- 1974 : Les murs ont des oreilles  de Jean Girault , avec Louis Velle, Martine Sacey, Chantal Nobel...
- 1975 : L'Intrépide de Jean Girault, avec Louis Velle, Claudine Augier...
- 1975 : Catherine et Compagnie de Michel Boisrond, avec Jane Birkin, Patrick Dewaere, Jean-Pierre Aumont...
- 1976 : L'Année sainte de Jean Girault. Le film est sorti le 23 avril, 3 mois après son décès.

## Théâtre
- 1958 : La Bonne Soupe de Félicien Marceau
- 1948 : La ligne de chance d'Albert Husson, mise en scène de Charles Gantillon.
- 1951 : L'Amour, toujours l'Amour, de Jean Girault et Jacques Vilfrid, au théâtre Antoine, mise en scène de Pierre Mondy, avec Michel Dancourt, Fulbert Janin, Jean Lefebvre, Philippe Nicaud, Vanna  Urbino.
- 1958 : La bonne soupe, de Félicien Marceau, créée au théâtre du gymnase. Il tient le rôle de Jacquot.
- 1960 : Boeing, Boeing, de Marc Camoletti, créée le 10 décembre à la Comédie Caumartin. Il tient le rôle principal dans ce vaudeville narrant les aventures d'un journaliste qui mène de front 3 aventures amoureuses avec des hôtesses de l'air.
- 1961 : Adieu Prudence! d'après Leslie Stevens, adaptée par Pierre Barillet et Jean-Pierre Grédy, au théâtre du Gymnase. Il joue le rôle de Jerry Barnett.
- 1967 : Rupture d'André Roussin, au théâtre Saint-Georges. Il partage l'affiche avec Madeleine Robinson, dans le rôle de Charles.
- 1968 : 4 pièces sur jardin, de Pierre barillet et Jean-Pierre Grédy, créée la même année, au Théâtre des Bouffes-Parisiens. Il partage la troupe avec Sophie Desmarets, Jean Richard, Anne Veronon, Georges Mansart et Bernadette Robert.
- 1970 : Pantoufle, créée au théâtre Daumou, dans une mise en scène de Jean-Laurent Cochet.